# Zabogar - L'uomo elettrico
Zabogar - L'uomo elettrico (電人ザボーガー?, Denjin Zabōgā) è una serie tokusatsu giapponese realizzata dalla P Productions nel 1974 e conta 52 episodi. La serie è stata trasmessa in Italia Dal 1981 su reti private.
Il protagonista della serie è l'attore Akira Yamaguchi (famoso per aver interpretato Jooji Yuki alias Riderman in Kamen Rider V3) nei panni dell'agente segreto Yutaka Daimon.
Il robot Zabogar non ha una propria personalità, è Yutaka Daimon che dà spirito alla serie.

## Storia
L'agente di polizia Yutaka Daimon ritorna in Giappone dopo aver scoperto che suo padre è stato ucciso dal Dr. Akunomya, leader dell'organizzazione criminale Sigma.
Yutaka ha ereditato da suo padre, che era un brillante scienziato, il robot guerriero Zabogar che risponde ai comandi vocali di Yutaka.
Zabogar può anche trasformarsi in una motocicletta, la Machine Zabogar.
Il braccio destro del Dr. Akunomya è una donna cyborg chiamata Miss Borg, capace di trasformarsi in un massiccio robot lottatore.
Insieme al Dr. Akunomya, la Sigma è guidata da sette amministratori, capi delle varie sedi internazionali della Sigma, destinati a venire sconfitti uno dopo l'altro da Zabogar.
Akunomya fa eseguire i suoi piani da mostri robotici chiamati Mecha Animali e dai soldati della Sigma.
Dopo tanti tentativi falliti dai suoi robot per eliminare Yutaka Daimon e Zabogar, Akunomya incarica al giovane assassino Gen Akitsuki di uccidere Yutaka.
Gen ha una moticicletta dall'aspetto di un'Aquila chiamata Machine Hawk.
Gen si dimostra un duro avversario per Yutaka grazie al suo talento nelle arti marziali.
Dopo aver sconfitto Gen Akitzuki, Yutaka e Zabogar si scontrano con il Dr. Akunomya ma dopo la distruzione della Sigma, un gruppo più pericoloso emerge: L'Armata dei Dinosauri (Kyouryuu Gundan).
Nella lotta contro L'Armata dei Dinosauri, Yutaka viene affiancato dall'agente Ken Matsue che pilota una motocicletta armata di bazooka chiamata Machine Baja.
Verso la fine della serie, Zabogar e Machine Baja si uniscono formando Strong Zabogar, una versione potenziata di Zabogar.
L'Armata dei dinosauri è guidata da un antico mostro chiamato  Majin Mitsu Kubi (Demone a Tre Teste); è una sorta di drago a tre teste.
Una testa emette fiamme, una gas velenoso e un'altra fulmini.
Majin Mitsu Kubi è assistito da due comandanti umani: Akuma Hat e la Regina Meza.
Akuma Hat crea dinosauri robot per L'Armata dei Dinosauri e Meza è una maestra dei travestimenti che funge da spia.
Agli ordini di questi tre vi sono i dinosauri robot di Akuma Hat e i soldati dal muso da rettile.

## Le armi di Zabogar
Gli attacchi speciali di Zabogar che usa per distruggere i mostri sono:
- Jet Punch: Zabogar spara i suoi avambracci a grande velocità come i Mazinger.
- Boomerang Cutter: Le orecchie di Zabogar sono delle lame che possono essere lanciati e hanne l'effetto di tagliare il bersaglio.
- Sokusha Hakai Juu (Arma di Distruzione a Fuoco Rapido): La bocca di Zabogar si apre rivelando un'arma che spara proiettili ad alto potenziale esplosivo.

## Cast
- Zaborger: Yoichiro Tajiri
- Yutaka Daimon: Akira Yamaguchi
- Chief Inspector Daigoro Nitta (episodi 1-29): Jun Nagami
- Miyo Nitta (episodi 1-39): Midori Hoshino
- Hiroshi Nitta: Masahiro Kamiya (voce italiana: Andrea Lala)
- Detective Nakano: Eeichi Kikuchi
- Dr. Akunomiya (episodi 1-39): Ken Okabe e Akira Emoto
- Miss Borg (episodi 1-35: Ritsuko Fujiyama)
- Gen Akitzuki (episodi 22-30, 34-38) : [Ken Kazato aka Yûsuke Kazato
- Lady Borg (episodi 37-39): Taeko Yoshida
- Akuma Hat (episodi 40-52): Takanobu Toya
- Regina Meza (episodi 40-52): Mitsuko Tsutsumi
- Ken Matsue (episodi 40-52): Tatsuya Sakada

## Sigle
- Sigla di apertura: "Tatakae! Denjin Zaborger!" (Fight! Electroid Zaborger!) musica di Shunsuke Kikuchi, scritta da Shozo Uehara, cantata da Masato Shimon
- Sigla di chiusura: "Ore No Kyoudai Denjin Zaborger" (My Brother Electroid Zaborger) musica di Shunsuke Kikuchi, scritta da Shozo Uehara, cantata da Masato Shimon.

## Karate Robo Zaborgar
Nel 2011, gli studios cinematografici Nikkatsu hanno realizzato un film che si tratta di una sorta di seguito della serie intitolato Karate Robo Zaborgar(Denjin Zaboga Gekijò-ban).
il film ruota attorno a  l'agente segreto giapponese di nome Yutaka Daimon (il giovane attore Yasuhisa Furuhara) che eredita dal padre scienziato il potentissimo robot Zaborgar. L'automa è equipaggiato con le più distruttive armi ipertecnologiche e, come se non bastasse, è esperto di karate e può trasformarsi in una supermotocicletta che Daimon inforca per combattere l'organizzazione criminale Sigma del perfido Dr. Akunomiya (Akira Emoto).